# Michael Willi Kraft
Pour les articles homonymes, voir Kraft.
Michael Kraft est un gardien de but allemand né le 23 avril 1966 à Dernbach.
Il arrête sa carrière de footballeur en 2001 et commence celle d'entraîneur.
De 2006 à 2013, il est l'entraîneur des gardiens du Werder Brême.